# Dällikon
Dällikon es una comuna suiza del cantón de Zúrich, situada en el distrito de Dielsdorf. Limita al norte con la comuna de Buchs, al este con Regensdorf, al sur con Weiningen y Oetwil an der Limmat, y al oeste con Dänikon.

## Transportes
Ferrocarril
Aunque no existe una estación ferroviaria en la propia comuna, si que hay una estación de ferrocarril en la comuna vecina de Buchs, donde paran trenes de cercanías pertenecientes a una línea de la red S-Bahn Zúrich.